# Беатриса Савойская (графиня Прованса)
Беатриса Савойская (фр. Béatrice (Béatrix) de Savoie; ок. 1205 — декабрь 1266 или 4 января 1267) — графиня Прованса и Форкалькье, дочь графа Савойи Томаса I и Маргариты Женевской.

## Биография
Точный год рождения Беатрисы неизвестен. Исходя из года рождения детей считается, что она родилась около 1205 года. Беатриса была седьмым из пятнадцати детей савойского графа Томаса I и его жены Маргариты Женевской. У Беатрисы было 10 братьев и 4 сестры.
По сообщению хрониста Матвея Парижского, Беатриса была «женщиной поразительной красоты»
5 июня 1219 года Беатриса была помолвлена с графом Прованса Раймундом Беренгером IV (V), которому в тот момент было около 20 лет. Брак был заключён в декабре 1220 года. В качестве свадебного подарка Беатриса получила от мужа замок Бриньоль.
Единственный сын Раймунда Беренгера и Беатрисы умер в младенчестве, но выжили 4 дочери — Маргарита, Элеонора, Санча и Беатриса. Всех дочерей Раймунд Беренгер очень удачно выдал замуж.
Раймунд Беренгер умер 19 августа 1245 года. Согласно завещанию, наследовала ему младшая из дочерей, Беатриса, вместе с мужем, графом Карлом I Анжуйским, братом французского короля Людовика IX, женатого на старшей из дочерей Раймунда Беренгера и Беатрисы — Маргариты. По завещанию мужа Беатрисе была назначена вдовья доля. Однако вскоре она поссорилась со своим зятем Карлом, поводом к чему послужили споры из-за вдовьей доли: Беатриса потребовала себе под управление графство Форкалькье, а также право пользоваться собственностью покойного мужа в Провансе.

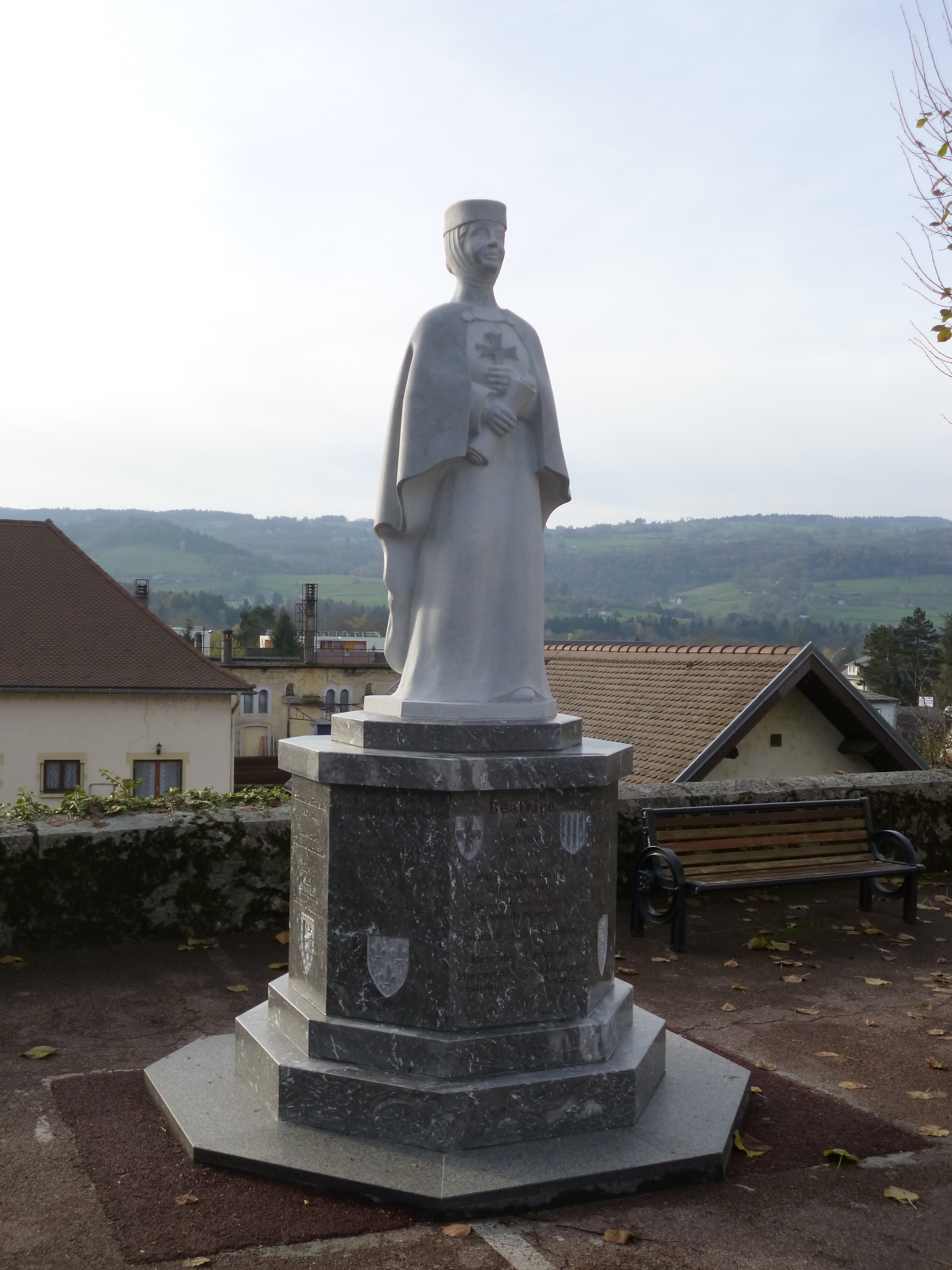
статуя Беатриса Савойская

Когда Карл впервые прибыл в Прованс в 1246 году, то с ним прибыла толпа юристов и счетоводов, которые приступили к изучению его графских прав и привилегий. Это вызвало волнения провансальской знати во главе с Барралем де Бо и Бонифацием де Кастеллан, которое поддержала Беатриса Савойская.
В 1248 году Карл собрался отправиться в Крестовый поход со своим братом, королём Людовиком IX. Времени на то, чтобы успокоить провансальскую знать, у него не было. Но он смог договориться с Беатрисой Савойской, которой уступил Форкалькье и треть доходов с Провансом.
Однако в 1256 году Беатриса вновь поссорилась с Карлом. Только в ноябре 1256 года при посредничестве короля Людовика IX Беатриса помирилась с Карлом. Людовик уговорил её уступить Форкалькье и претензий на доходы с Прованса Карлу, взамен король обязался выплатить из французской казны крупную денежную выплату и пожизненную ренту. Также Беатриса прекратила финансовую помощь бунтующей провансальской знати. После этого Беатриса перебралась в Лез-Эшель в Савойе.
Беатриса умерла в декабре 1266 года или 4 января 1267 года.

## Брак и дети
Муж: с декабря 1220 Раймунд Беренгер IV (V) (ок. 1198 — 19 августа 1245), граф Прованса с 1209, граф Форкалькье с 1222. Дети:
- Маргарита (1221 — 21 декабря 1295); муж: с 27 мая 1234 года Людовик IX Святой (25 апреля 1214 — 25 августа 1270), король Франции с 1226
- Элеонора (ок. 1223 — 24/25 июня 1291); муж: с 14 января 1236 года Генрих III (1 октября 1207 — 16 ноября 1272), король Англии с 1216
- Санча (ок. 1225 — 5/9 ноября 1261): муж: с 22 ноября 1243 года Ричард Корнуэльский (5 января 1209 — 2 апреля 1272), граф Корнуэлла с 1227, римский король с 1257
- Раймунд (умер во младенчестве)
- Беатриса (1232/1234 — 23 сентября 1267), графиня Прованса и Форкалькье с 1246; муж: с 31 января 1246 Карл I Анжуйский (1227—1285), король Сицилии в 1266—1282 годах, король Неаполя с 1266 года, граф Анжу и Мэна с 1246 года, граф Прованса и Форкалькье с 1246 года, титулярный король Иерусалима с 1277 года, король Албании с 1272 года, князь Ахейский с 1278 года